# Larnax pedrazae
Larnax pedrazae är en potatisväxtart som beskrevs av S.Leiva och Barboza. Larnax pedrazae ingår i släktet Larnax och familjen potatisväxter. Inga underarter finns listade i Catalogue of Life.